# Liste des députés du Togo et du Dahomey
Durant la période ou le Dahomey et le Togo ont été territoire français, les populations locales disposaient d'une représentation à l'Assemblée nationale française : 

## IVeRépublique

### Première Assemblée constituante
- Joseph Apithy (Dahomey)
- Francis Aupiais (Dahomey)
- Jacques Bertho[1] (Dahomey)

### 1relégislature(1946-1951)
- Martin Aku (Togo)
- Joseph Apithy (Dahomey)

### 2elégislature(1951-1956)
- Joseph Apithy (Dahomey)
- Nicolas Grunitzky (Togo)
- Hubert Maga (Dahomey)

### 3elégislature(1956-1958)
- Joseph Apithy (Dahomey)
- Nicolas Grunitzky (Togo)
- Hubert Maga (Dahomey)

## VeRépublique

### Irelégislature (1958-1962)
- Joseph Apithy (Dahomey)
- Hubert Maga (Dahomey)